# Antonio Bernacchi (calciatore)
Antonio Bernacchi (Somma Lombardo, 12 marzo 1910 – Novara, 23 ottobre 1974) è stato un calciatore e allenatore di calcio italiano, di ruolo difensore.

## Carriera
Cresce nella Gallaratese, nel Vigevanesi e infine nel Modena, dove gioca per quattro anni in Serie B dal 1933 al 1937; con i canarini conta 97 presenze e nessun gol nella serie cadetta.
Negli anni successivi passa in Serie C e Prima Divisione, giocando prima alla Reggiana e poi alla Gallaratese, al Bareggio ed alla Pro Patria.

## Palmarès

### Allenatore

#### Competizioni nazionali
- Serie C: 1

Pro Patria: 1940-1941